# Phrynobatrachus stewartae
Phrynobatrachus stewartae là một loài ếch trong họ Petropedetidae.
Nó được tìm thấy ở Malawi và Tanzania.
Các môi trường sống tự nhiên của chúng là các khu rừng vùng núi ẩm nhiệt đới hoặc cận nhiệt đới, đồng cỏ nhiệt đới hoặc cận nhiệt đới vùng ngập nước hoặc lụt theo mùa, đồng cỏ nhiệt đới hoặc cận nhiệt đới vùng đất cao, đất ngập nước với cây bụi là chủ yếu, và đầm nước ngọt.